# ATP German Open 1972
Il German Open 1972 è stato un torneo di tennis giocato sulla terra rossa. È stata la 66ª edizione del Torneo di Amburgo, che fa parte del Commercial Union Assurance Grand Prix 1972. Si è giocato al Rothenbaum Tennis Center di Amburgo in Germania, dal 5 all'11 giugno 1972.

## Campioni

### Singolare
Manuel Orantes ha battuto in finale  Adriano Panatta con il punteggio di 6–3, 9–8, 6–0.

### Doppio
Jan Kodeš /  Ilie Năstase hanno battuto in finale  Bob Hewitt /  Ion Țiriac con il punteggio di 4–6, 6–0, 3–6, 6–2, 6–2.